# 直感パラダイス
「直感パラダイス」（ちょっかんパラダイス）は、Hysteric Blueの6枚目のシングル。

## 概要
- アルバム『WALLABY』の先行シングル。

## 収録曲
1. 直感パラダイス
作詞:Tama、作曲:ナオキ
2. はとぽっぽ
3. 直感パラダイス (オリジナル・カラオケ)

## 収録アルバム
- WALLABY (#1)
- Historic Blue (#1)

| A1-1・B1-1 A1-2・B1-2 | A1-1・B1-1 A1-2・B1-2 | → | サビ1 | サビ1         | → | A2・B2 | A2・B2     | → | サビ2・大サビ | サビ2・大サビ | → | 後奏 | 後奏       |
|                       | イ長調 (A)            | → |       | 変イ長調 (A♭) | → |        | イ長調 (A) | → |               | 変イ長調 (A♭) | → |      | イ長調 (A) |